# Дружково (деревня)
Дружково — деревня в Великоустюгском районе Вологодской области.
Входит в состав Орловского сельского поселения, с точки зрения административно-территориального деления — в Орловский сельсовет.

## География
Расстояние по автодороге до районного центра Великого Устюга — 77 км, до центра муниципального образования Чернево — 3 км. Ближайшие населённые пункты — Дерново, Бобыкино, Плесо, Подборье.

## История
В 1966 г. указом президиума ВС РСФСР деревня Дрищево переименована в Дружково.

## Население
| 2010 |
| ---- |
| 0    |